# Jo Van Fleet
Jo Van Fleet (Oakland, 29 dicembre 1915 – New York, 10 giugno 1996) è stata un'attrice statunitense.

## Biografia
Nota attrice soprattutto teatrale, vinse il premio Oscar alla miglior attrice non protagonista nel 1956 per l'interpretazione ne La valle dell'Eden.

## Filmografia

### Cinema

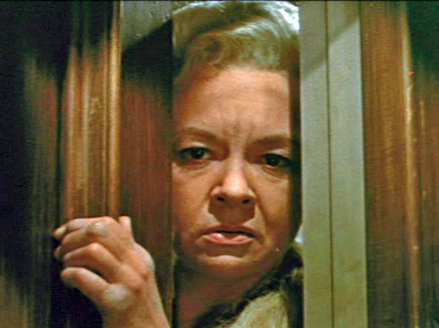
Ne La valle dell'Eden

- La rosa tatuata (The Rose Tattoo), regia di Daniel Mann (1955)
- La valle dell'Eden (East of Eden), regia di Elia Kazan (1955)
- Piangerò domani (I'll Cry Tomorrow), regia di Daniel Mann (1955)
- Un re per quattro regine (The King and Four Queens), regia di Raoul Walsh (1956)
- Sfida all'O.K. Corral (Gunfight at the O.K. Corral), regia di John Sturges (1957)
- La diga sul Pacifico (This Angry Age), regia di René Clément (1958)
- Fango sulle stelle (Wild River), regia di Elia Kazan (1960)
- Nick mano fredda (Cool Hand Luke), regia di Stuart Rosenberg (1967)
- Lasciami baciare la farfalla (I Love You, Alice B. Toklas!), regia di Hy Averback (1968)
- 80 Steps to Jonah, regia di Gerd Oswald (1969)
- La gang che non sapeva sparare (The Gang That Couldn't Shoot Straight), regia di James Goldstone (1971)
- L'inquilino del terzo piano (Le locataire), regia di Roman Polanski (1976)
- Seize the Day, regia di Fielder Cook (1986)

### Televisione
- Alfred Hitchcock presenta (Alfred Hitchcock Presents) – serie TV, episodi 1x18-3x6-6x34 (1956-1961)
- Westinghouse Desilu Playhouse – serie TV, episodio 1x09 (1958)
- General Electric Theater – serie TV, episodio 8x07 (1959)
- Thriller – serie TV, episodio 2x13 (1961)
- Indirizzo permanente (77 Sunset Strip) – serie TV, episodio 6x08 (1963)
- Il virginiano (The Virginian) – serie TV, episodio 5x01 (1966)
- Selvaggio west (The Wild Wild West) – serie TV, episodio 4x24 (1969)
- Mannix – serie TV, 1 episodio (1970)
- Bonanza – serie TV, 2 episodi (1970-1971)
- Pepper Anderson - Agente speciale (Police Woman) – serie TV, 1 episodio (1977)

## Doppiatrici italiane
- Wanda Tettoni in La rosa tatuata, Piangerò domani
- Rina Morelli in La valle dell'Eden, Un re per quattro regine
- Lydia Simoneschi in Sfida all'O.K. Corral, Fango sulle stelle
- Andreina Pagnani in La diga sul Pacifico
- Adriana De Roberto in Nick mano fredda
- Anna Miserocchi in L'inquilino del terzo piano

## Riconoscimenti
Premi Oscar 1956 – Oscar alla miglior attrice non protagonista per La valle dell'Eden